# Marie Bonnevial

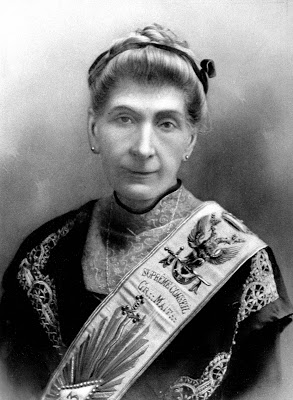
Marie Bonnevial

Marie Bonnevial (* 28. Juni 1841 in Rive-de-Gier; † 4. Dezember 1918 in Paris) war eine französische Feministin, Gewerkschafterin, Sozialistin, Pädagogin und Freimaurerin.

## Leben
Marie Bonnevial stammte aus einfachen Verhältnissen; sie wurde Lehrerin. Sie leitete 1863 eine öffentliche Schule in Lyon und 1869, nachdem sie sich den Prinzipien des Freidenkertums angeschlossen hatte, ebenfalls dort eine freie weltliche Schule. Während des Krieges von 1870 war sie Vizepräsidentin der Ambulance libre de la Croix-Rousse (Freie Ambulanz des Roten Kreuzes), einer von etwa 60 Lyonerinnen gegründeten Hilfsorganisation für Verwundete. Sie gründete 1872 einen literarischen Zirkel, die Dames Lyonnaises.
Im folgenden Jahr vertrat sie das freie und weltliche Schulwesen des Départements Rhône in der Arbeiterdelegation von Lyon auf der Weltausstellung in Wien. In ihrem Bericht forderte sie u. a. die Freiheit des Unterrichts, den kostenlosen, weltlichen und obligatorischen Unterricht, die Gründung einer Lehrergewerkschaft, den Zugang der Frauen zu allen Fach- und Hochschulen, die Beteiligung der Familien an der Leitung des Unterrichts und die gleiche Entlohnung der Lehrer und Lehrerinnen.
Die Ernennung von Joseph Ducros zum Präfekten des Départements Rhône im Mai 1873, der in Lyon für die Einhaltung der moralischen Ordnung sorgen sollte, beendete ihre erste aktivistische Periode. Anfang August erhob der neue Präfekt Anklage gegen Bonnevial und sechzehn weitere Lehrerinnen und Lehrer der freien weltlichen Schulen von Lyon, weil sie den Religionsunterricht, der seit 1850 durch das Loi Falloux (Falloux-Gesetz) für die Grundschule vorgeschrieben war, aus dem Lehrplan gestrichen hatten. Die von Louis Andrieux verteidigten Lehrer wurden am 4. September durch einen Beschluss des Rates für öffentliche Bildung des Départements Rhône bestraft. Marie und drei ihrer Kollegen wurden zu einem absoluten Berufsverbot als Grundschullehrer und zur Erteilung von Privatunterricht verurteilt. Am 22. Oktober löste Ducros den Cercle littéraire des Dames lyonnaises und fünf weitere Vereine auf, weil sie sich nicht an das Verbot politischer Diskussionen in ihren Statuten gehalten hatten.
Nach dem Lehrverbot schrieb ihr Victor Hugo in einem Brief vom 17. September 1873: „Mademoiselle, die Reaktion trifft Sie dort mit der Nadel, hier mit dem Knüppel. Setzen Sie Ihr heiliges Werk fort. Bewahren Sie Geduld ohne Schwäche, Resignation ohne Demütigung. Alle ehrlichen Menschen werden Sie bewundern: ich segne Sie.“ Da ihr die Mittel fehlten, ging sie ins Exil zu ihrem Bruder nach Konstantinopel, wo sie die Kinder der Kaufmannschaft in Französisch unterrichtete. Erst 1878 kehrte sie nach Frankreich zurück. Die X. Strafkammer verurteilte sie zusammen mit Jules Guesde, Gabriel Deville und Marie Manière wegen unerlaubter Verschwörung zur Organisation eines internationalen Arbeiterkongresses, der am 5. September 1878 in Paris stattfinden sollte.
Sie gründete in Paris eine Berufsschule. Als eine Pionierin der Gewerkschaftsbewegung organisierte Bonnevial 1900 den Internationalen Kongress über die Stellung und die Rechte der Frau. 1899 vertrat sie auf dem Kongress in Paris die Gewerkschaft, die sie mitbegründet hatte: die Gewerkschaft der Lehrkräfte. Im Jahr 1900 war sie Delegierte auf dem Kongress der sozialistischen Organisationen in Paris und anschließend auf dem Kongress in Tours. Sie nahm an mehreren Kongressen der Fédération des Bourses du Travail teil.
Von 1897 bis 1903 schrieb sie Artikel in der Rubrik „Arbeit“ von La Fronde und war Mitarbeiterin der Revue socialiste. 1904 war sie Vorsitzende der Liga für die Rechte der Frauen. Sie war aktives Mitglied des Conseil national des femmes françaises (Nationalrat der französischen Frauen), der Association pour le droit des femmes (Verein für Frauenrechte) und der Liga für Menschenrechte.
Am Abend des 2. Dezember 1918 wurde sie an der Ecke Avenue de Clichy und Rue Gauthey von einem Militärkrankenwagen überfahren. Sie wurde ins Krankenhaus Bichat gebracht, wo sie am 4. Dezember 1918 starb und zwei Tage später in Saint-Ouen beigesetzt wurde.
Das Archiv von Marie Bonnevial wurde während des Zweiten Weltkriegs von den deutschen Besatzern enteignet und später von der Sowjetunion beschlagnahmt. Es wurde dem Nationalrat der französischen Frauen zurückgegeben und anschließend der Universität Angers im Centre des archives du féminisme (BU Angers) übergeben.

## Freimaurerei
Sie lernte Maria Deraismes kennen, die Gründerin des internationalen gemischten Freimaurerordens Le Droit Humain. Marie Bonnevial wurde am 3. November 1894 in der Loge Nr. 1 in die Freimaurerei aufgenommen. Im folgenden Jahr gründete sie in Lyon die Loge Nr. 2, Évolution et Concorde, in der sie zunächst Altmeisterin und später Ehrenmeisterin ad vitam war. Die Loge Nr. 4 in Paris, die sie 1904 gründete, trug später ihren Namen. Im Jahre 1913 war sie Vorsitzende des Ständigen Ausschusses des Obersten Rates und von 1916 bis 1918 gewählte Großmeisterin der Loge.